# Kumlan
Kumlan är ett naturreservat i Kristianstads kommun.
Kumlan består till en stor del av ett sydsluttande öppet backlandskap vilket bildades när inlandsisen drog sig tillbaka vid senaste istidens slut. Den sandiga och kalkhaltiga jordmånen och hårda betet har gjort att Kumlan har en av Sveriges största förekomster av sandstäppsvegetation. I vissa områden har sandstäppen övergått till borsttåtelhed. Den södra delen av reservatet består av betesmark och lövsumpskog vid Julebodaån. I väster gränsar Kumlan till naturreservatet Drakamöllan som har ett liknande hedlandskap.
Kumlan är även ett natura 2000-område.
Genom naturreservatet Kumlan går Blåvingeleden som är en 9 km lång vandringsled. Blåvingeleden går även genom de intilliggande naturreservaten Drakamöllan, Lillehem och Maglehem.

## Flora och fauna

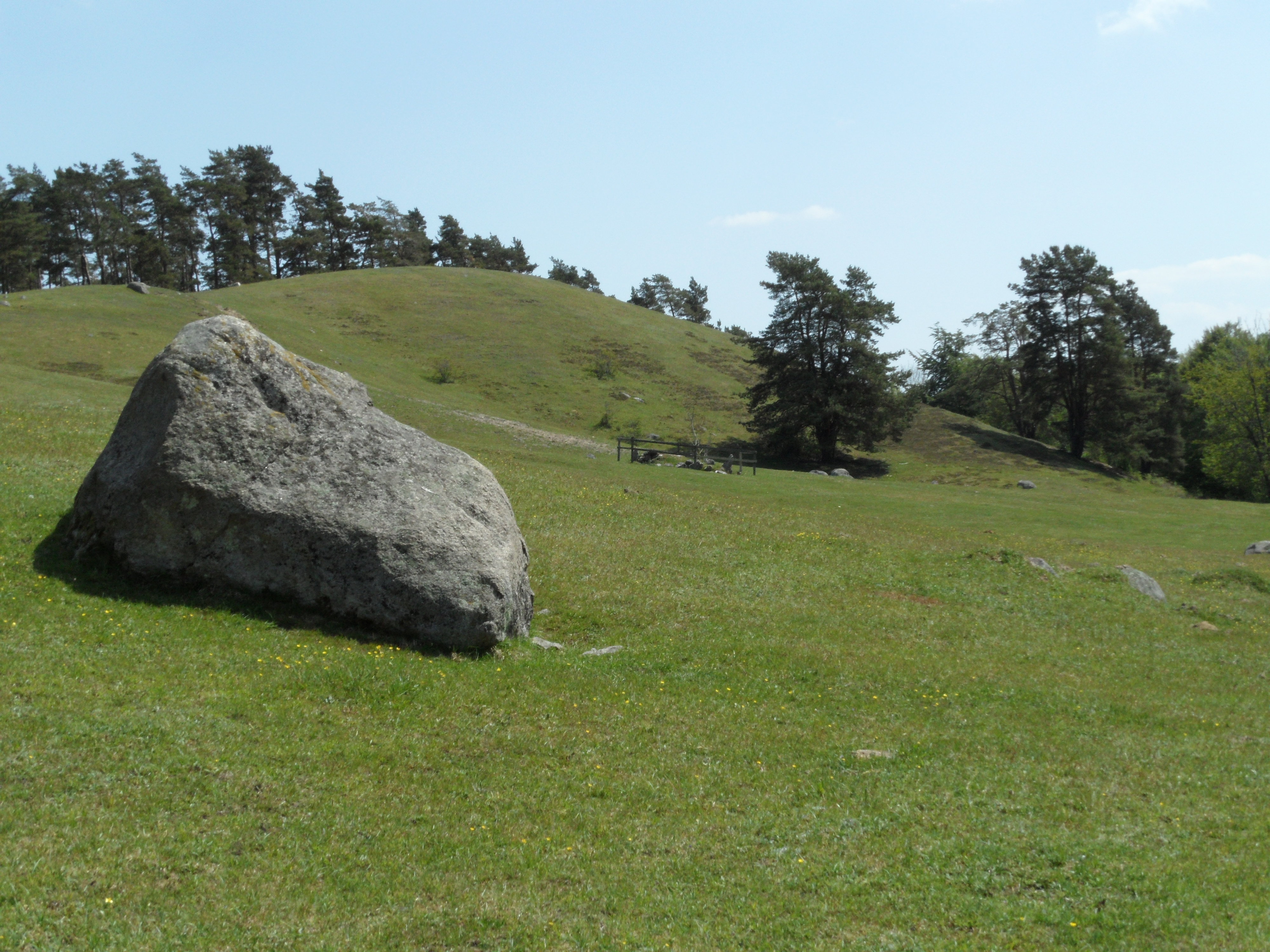
Kumlans sydsluttande backlandskap

På den öppna heden växer arter som backglim, backsippa, backtimjan, borsttåtel, dvärgjohannesört, fårsvingel, fältsippa, hedblomster, majviva, monke, rödven, sandlilja, sandnejlika, sandtimotej, tofsäxing och tätört. Av insekter finns arter som månhornsbagge, fyrfläckig dyngbagge, silversmygare och åkerväddsantennmal. Av svampar finns fatsvamp, fransig stjälkröksvamp och liten jordstjärna. I området finns även den sällsynta sandödlan. I tallskogen norr om reservatet kan nattskärran höras stilla försommarkvällar. 
I Julebodaån finns bäcknejonöga, stensimpa, ål samt både havsöring och bäcköring. I sumpskogen kring ån finns fåglar finns kungsfiskare, forsärla och strömstare. Även långbensgroda har setts i området.

## Historik
Fram till så sent som på 1960-talet förekom det ålderdomliga jordbruket "vandrande åkrar" i området. Vandrande åkrar innebar att man odlade åkrarna endast under ett par år varefter åkrarna låg i träda under minst tio år då marken användes för bete.

## Vägbeskrivning
På riksväg 19 tar man av västerut vid parkeringen cirka 200 m söder om infarten till Maglehem. Efter cirka 500 m finns en liten parkering vid reservatet. Man kan även nå Kumlan via Drakamöllans naturreservat. På riksväg 19 cirka 1 km söder om Maglehem tar man av på grusvägen med sevärdhetsmärket till Drakamöllans naturreservat och Drakamöllan Gårdshotell.